# Asamblea Canaria
Asamblea Canaria (AC) era un partit polític nacionalista canari i d'esquerra. Neix en 1982 a partir de la Federació Autogestionaria d'Associacions de Veïns de Gran Canària (Assemblea de Veïns) i en el seu programa polític es definia com força política nacionalista que té com a objectiu la construcció d'un socialisme autogestionari. A les eleccions generals espanyoles de 1982 forma al costat del Partit Comunista de Canàries-Partit Comunista d'Espanya la coalició Assemblea Canària-Coordinadora Canària, amb resultats electorals bastant discrets. En les eleccions de 1983 concorre en solitari en Telde i Santa Lucía de Tirajana, aconseguint l'ajuntament d'aquests dos municipis (on ja s'havia presentat com Assemblea de Veïns en eleccions anteriors), i en la resta de municipis, així com al cabildo i a les eleccions al Parlament de Canàries de 1983 es presentaria en coalició amb Unión del Pueblo Canario (UPC). En 1986 forma juntament amb Izquierda Nacionalista Canaria (INC) la coalició AC-INC, fusionant-se finalment el 1987 en el partit polític Assemblea Canària Nacionalista.